# Біма (річка)
Бі́ма (рос. Бима) — річка в Агризькому районі Татарстану, Каракулінському та Сарапульському районах Удмуртії, Росія, ліва притока Кирикмаса.
Річка починається на північний схід від села Красний Бор, що на березі Нижньокамського водосховища.
Протікає на північний схід, окремими ділянками течії то по території Агризького району Татарстану, то слугує кордоном з Каракулінським районом Удмуртії, нижня ж течія слугує кордоном між Татарстаном та Сарапульським районом Удмуртії:
- 0-7 км → Агризький район (села Коновалово, Прокошево, Волково);
- 7-12 км → кордон між Агризьким та Каракулінським районами (село Ожбуй);
- 12-13 км → Агризький район;
- 13-18 км → кордон між Агризьким та Каракулінським районами (село Байтуганово);
- 18-21 км → Агризький район (село Біма);
- 21-23 км → кордон між Агризьким та Каракулінським районами;
- 23-31 км → Агризький район (село Ісенбаєво);
- 31-43 км → кордон між Агризьким та Каракулінським районами (села Усть-Сакла, Нове Сляково);
- 43-56 км → Агризький район (села Утяганово, Старе Сляково);
- 56-57 км → кордон між Агризьким та Каракулінським районами;
- 57-59 км → Агризький район;
- 59-60 км → кордон між Агризьким та Сарапульським районами.

На річці розташовані такі населені пункти:
- Агризький район — села Коновалово, Прокошево, Волково, Ожбуй, Байтуганово, Біма, Ісенбаєво, Нове Сляково, Утяганово, Старе Сляково;
- Каракулінський район — село Усть-Сакла.

В селах Волково та Старе Сляково збудовані автомобільні мости.